# بلغاریاست-۱
بلغاریاسَت-۱ (به انگلیسی:Bulgariasat-1)یک ماهواره ارتباطاتی برای کشور بلغارستان می‌باشد که توسط SSL ساخته شده‌است. این ماهواره ارتباطات تلویزیونی با کیفیت بالا و ترمینال دیافراگم بسیار کوچک (VSAT)، با رله‌های جمع‌آوری اخبار ماهواره ای و سایر خدمات ارتباطی، در درجه اول به شبه جزیره بالکان و مرکزی و غربی ارائه می‌دهد.